# 극장판 바이올렛 에버가든
《극장판 바이올렛 에버가든》(일본어: 劇場版 ヴァイオレット・エヴァーガーデン)은 2020년 공개된 일본의 애니메이션 영화이다. 아카츠키 카나의 라이트 노벨 《바이올렛 에버가든》을 원작으로 한 텔레비전 애니메이션의 극장판이다.

## 출연
- 이시카와 유이 - 바이올렛 에버가든 역
- 코야스 타케히토 - 클라우디아 하진스 역
- 나미카와 다이스케 - 길베르트 부겐빌리아 역
- 우치야마 코우키 - 베네딕트 블루 역
- 엔도 아야 - 카틀레야 보들레르 역
- 토마츠 하루카 - 아이리스 카나리 역
- 치하라 미노리 - 에리카 브라운 역
- 키우치 히데노부 - 디트프리트 부겐빌리아 역
- 미즈하시 카오리 - 유리스 역
- 사토 리나 - 류카 역
- 모로호시 스미레 - 데이지 매그놀리아 역

### 우리말 녹음
- 윤은서: 바이올렛 에버가든
- 정재헌: 길베르트 부겐빌리아
- 강새봄: 유리스
- 장예나: 데이지 매그놀리아, 류카
- 양석정: 디트프리드 부겐빌리아
- 최한: 클라우디아 하진스
- 이경태: 베네딕트 블루
- 여민정: 카틀레야 보들레르
- 김가령: 아이리스 카나리
- 강은애: 에리카 브라운
- 윤용식: 유리스 아빠
- 최낙윤: 데이지 아빠
- 곽규미: 네리네

## 공개
원래 2020년 1월 10일에 공개될 예정이였지만, 교토 애니메이션 방화 사건 발생후 2019년 9월에 개봉일이 연기되었다고 발표하였다. 교토 애니메이션 방화 사건 3개월 후인 2019년 10월 18일에 열린 기자 회견에서 핫타 히데아키가 2020년 4월 이후 공개할 목표로 제작중인 것으로 발표하였다. 2019년 11월 9일, 개봉일을 2020년 4월 24일로 결정하였다. 하지만 2020년 4월 6일, 코로나19 범유행의 영향으로 다시 극장 개봉이 연기되었다. 2020년 6월 25일, 같은해 4월부터 재방송하고 있던 텔레비전 애니메이션의 최종회의 본편 종료 후 광고에서 예고 영상에서 2020년 9월 18일 개봉 예정임이 발표되었다.